# Дом (гора)
Дом (нім. Dom des Mischabel, також нім. Dom) — гора висотою 4545 м н.р.м., розташована в Пеннінських Альпах (Західні Альпи), здіймається над селом Заас-Фее в кантоні Вале, Швейцарія. Дом є третім за висотою піком Альп і другим — у Швейцарії. Є частиною, високого гірського масиву Мішабель, що цілком лежить у Швейцарії.

## Назва
Хоча назва «Dom» споріднена з німецьким «купол», вона також може означати «собор». Гору названо на честь Кенона Берчтольда з собору Сьйону, першої людини, що дослідила цей регіон.
Колишня назва «Mischabel» походила від терміну з давньонімецького діалекту, означаючого «вила», адже найвищі вершини гори тісно розташовані одна до одної, ніби вила.

## Геологія
Масив майже цілком складається з гнейсів з поверхні Siviez-Mischabel. Останній є частиною мікроконтиненту Briançonnais і розташовується на поверхні Пенін.

## Історія першосходжень
Перше сходження на Дом (північно-західним хребтом) здійснив Дж. Л. Дейвіс (нім. J. L. Davies) з гідами Йоганом Цумтаугвальдом (Johann Zumtaugwald), Йоганом Крьонигом (нім. Johann Krönig) і Гієронімусом Бранченом (нім. Hieronymous Brantschen) 11 вересня 1858 року.

## Галерея

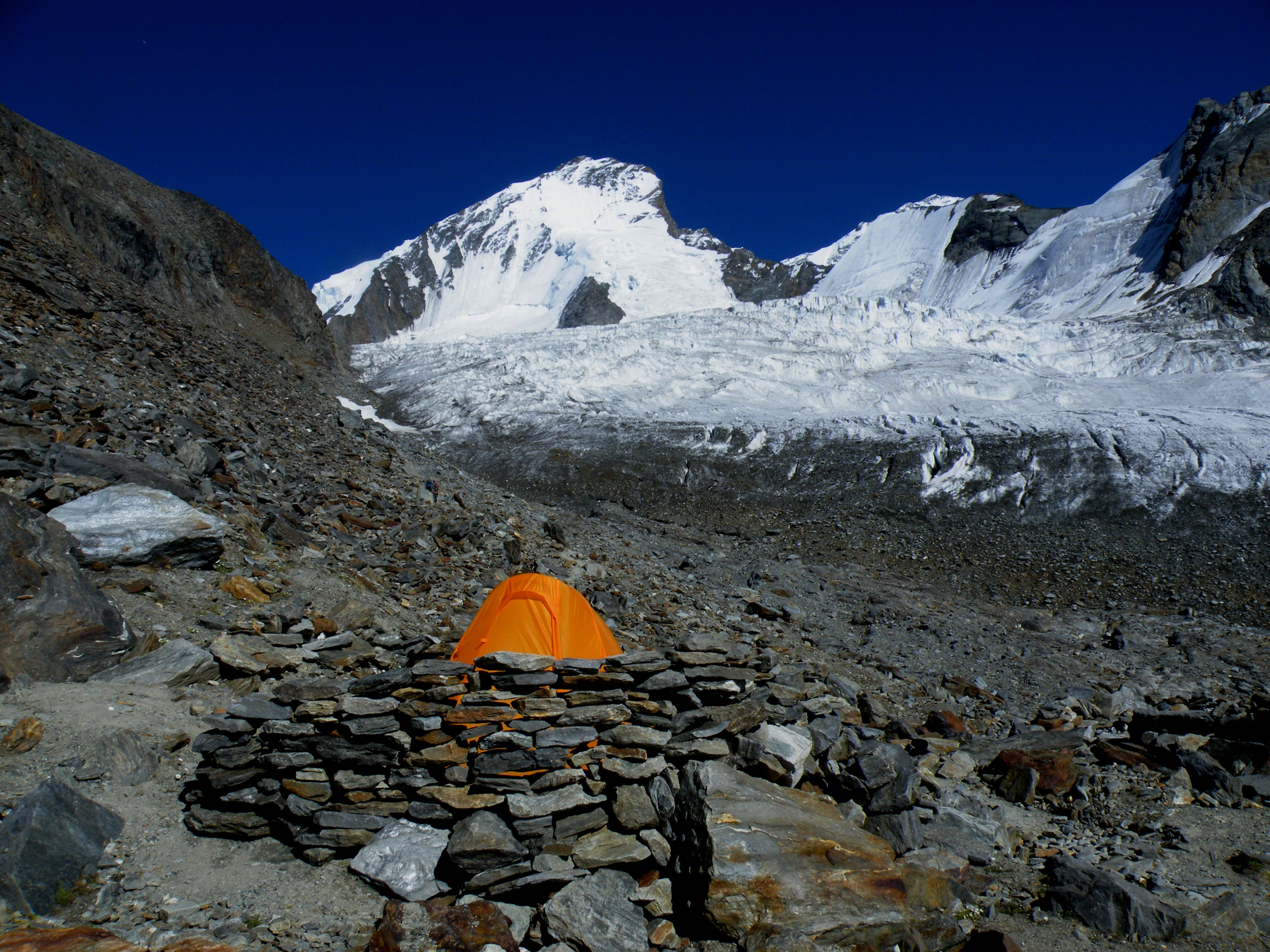
Західний бік гори Дом
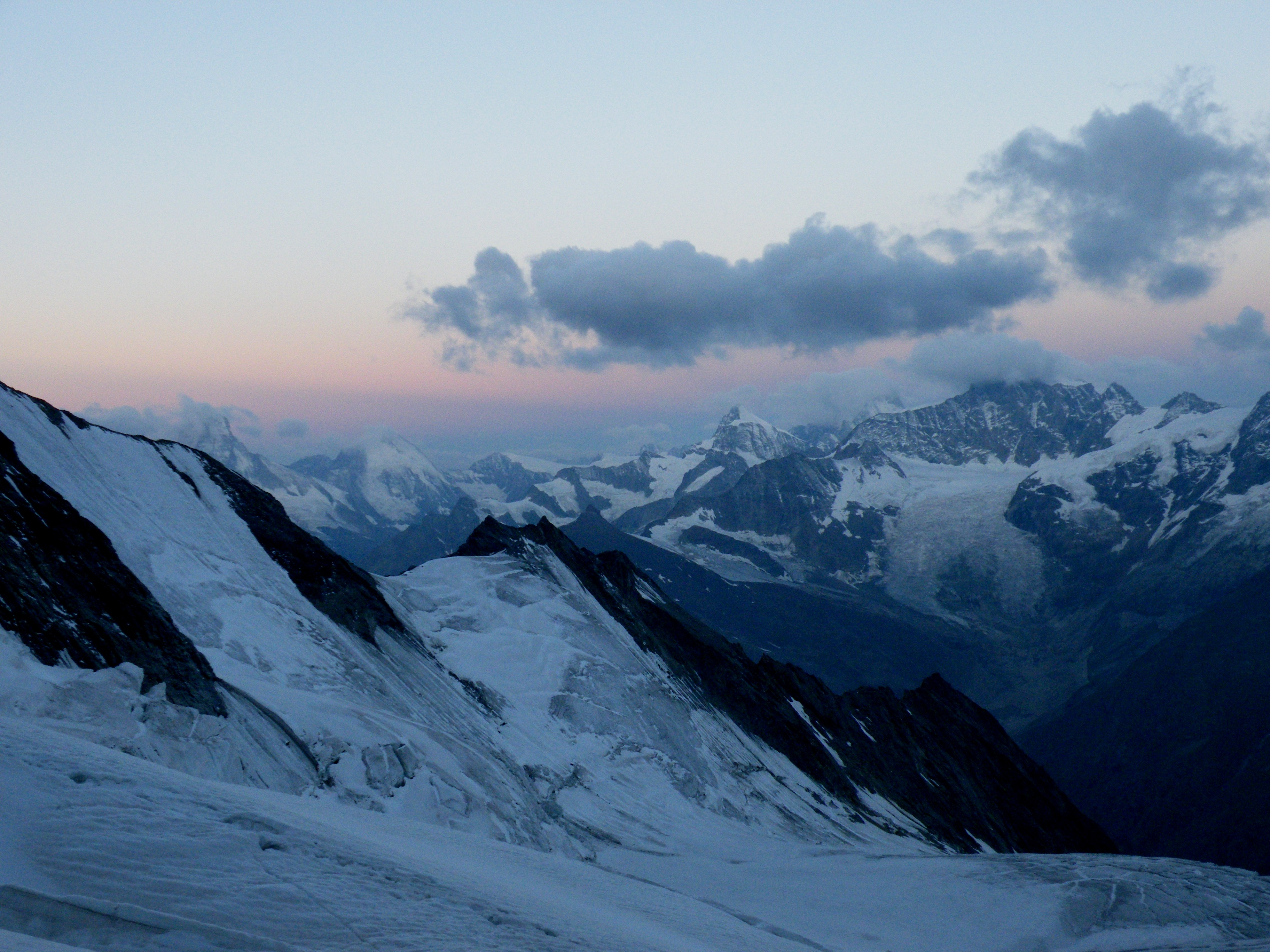
Вид в бік гори Маттергорн з вершини Дому
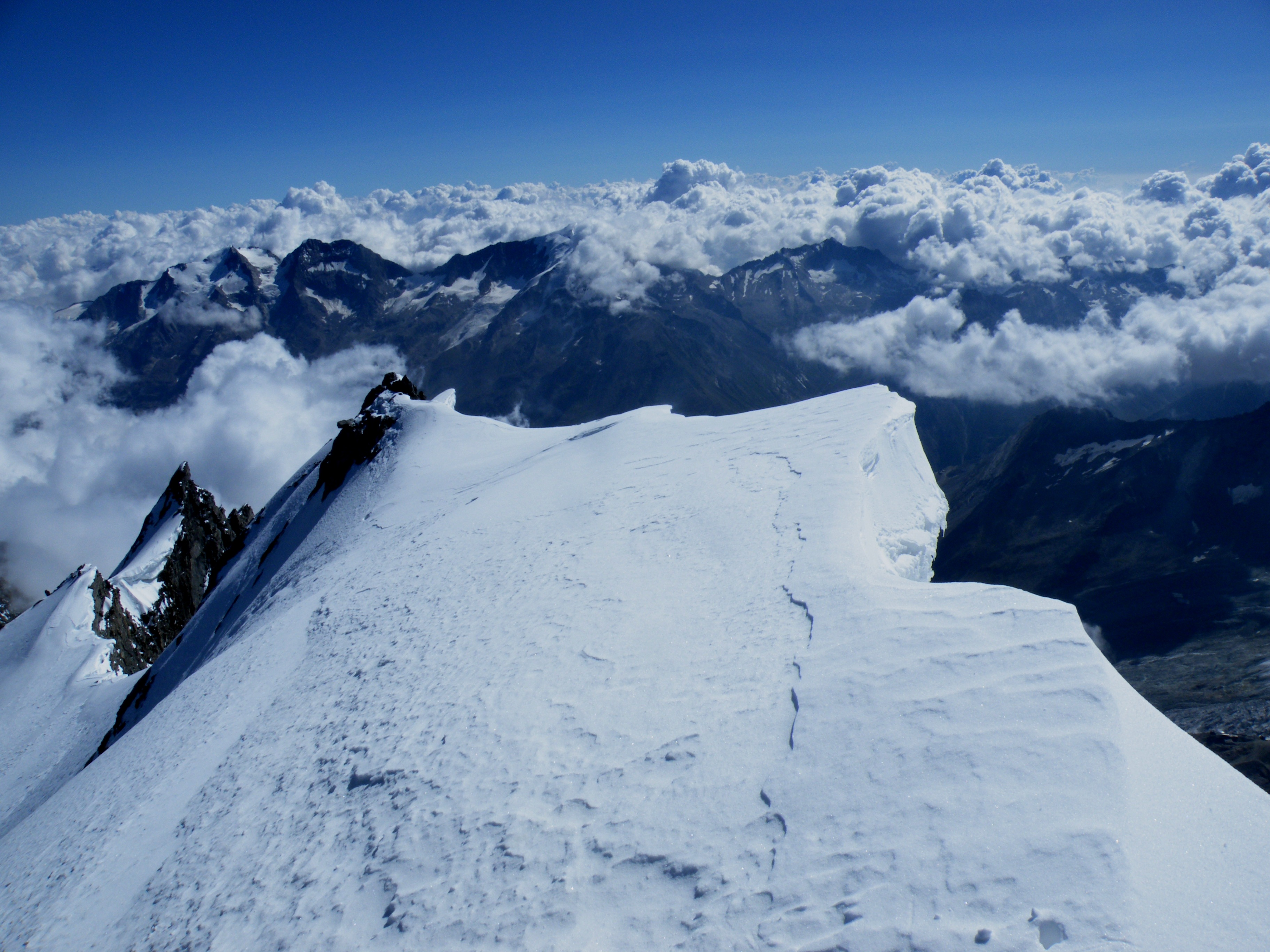
Вид з вершини гори Дом на схід

## Ресурси Інтернету
- Peakware.com [Архівовано 16 грудня 2014 у Wayback Machine.]
- Summitpost.org [Архівовано 1 листопада 2014 у Wayback Machine.]